# Independence Day (videogioco)
Independence Day è un videogioco di simulazione di combattimento aereo basato sull'omonimo film del 1996. Il gioco venne sviluppato dalla Radical Entertainment e pubblicato dalla Fox Interactive per Microsoft Windows, PlayStation e Sega Saturn.

## Modalità di gioco
Il gioco è uno sparatutto aereo 3D che comprende 13 missioni con limiti di tempo; se non completata entro il limite di tempo, la missione viene considerata fallita. Una volta completato l'obiettivo principale, il timer scende a 45 secondi, entro i quali bisogna distruggere l'arma primaria aliena. Se il timer scende a 0, l'arma primaria distrugge l'intero livello. Il gioco presenta anche dei portali che trasportano il giocatore in un'altra area quando li attraversa. Questi sottolivelli hanno obiettivi propri, che devono essere completati prima che il giocatore possa tornare al livello principale.
All'inizio di ogni livello, il giocatore può scegliere quale velivolo pilotare (il giocatore ha anche Steve Hiller come compagno di volo, che utilizzerà il suo stesso velivolo). All'inizio il giocatore ha a disposizione solamente il F/A-18 Hornet; aerei addizionali si sbloccano durante i livelli, passando attraverso a delle icone che li rappresentano. Questi aerei possono essere poi utilizzati nelle missioni successive sin dall'inizio.
I primi 10 livelli hanno almeno un aereo ciascuno da sbloccare, o due se il livello ha un sottolivello, visto che ognuno contiene un velivolo. Tra gli aerei sbloccabili ci sono: A-10 Warthog, Eurofighter Typhoon, F-15 Eagle, F/A-22 Raptor, Northrop YF-23, F-117 Nighthawk, Grumman X-29 e Sukhoi Su-27. Ogni aereo ha delle caratteristiche uniche misurate in velocità, agilità, durabilità e furtività; quest'ultima determina quanto fuoco nemico attrae il giocatore. Se il giocatore viene abbattuto, l'aereo che stava pilotando viene perso e non è più disponibile. Se il giocatore finisce gli aerei è Game Over.
Il gioco offre anche la possibilità di giocare in multigiocatore, sia online che testa a testa sulla stessa console in modalità schermo condiviso. Inoltre, si può giocare in multigiocatore anche con due televisori e due PlayStation utilizzando il PlayStation Link Cable.

## Critica
Independence Day ricevette recensioni miste, tendenti al negativo. Il sito aggregatore di recensioni GameRankings diede 53.67% alla versione per Microsoft Windows, basandosi su tre recensioni, 52.50% alla versione per Sega Saturn, basandosi su due recensioni, e 49.00% alla versione per PlayStation, basandosi su cinque recensioni.
GameSpot lodò la giocabilità del titolo, ma aggiunse che il gioco è rovinato dalla ripetitività degli obiettivi: "...ogni nuova sfida è all'incirca uguale alla precedente... si vola in giro, si usa il radar per localizzare i bersagli, si agganciano e si distruggono con i missili a ricerca di calore. Ogni livello porta con sé un senso di déjà-vu, tale da far sembrare il livello della Torre Eiffel uguale a quello del Grand Canyon".
IGN fu molto più duro, sostenendo che la grafica è "sgranata e poco definita" e che la fisica non è realistica.